# Борисов, Михаил Фёдорович (Герой Советского Союза)
Михаи́л Фёдорович Бори́сов (22 марта 1924, Михайловское — 9 марта 2010, Москва) — советский офицер-артиллерист, участник Великой Отечественной войны, поэт и писатель, Герой Советского Союза (10.01.1944). Полковник в отставке.

## Биография
Родился 22 марта 1924 года в селе Михайловское Каменского уезда Новониколаевской губернии (ныне не существует, территория Баевского района Алтайского края). Русский. С 1930 года жил в городе Камень (ныне город Камень-на-Оби Алтайского края). Окончил 9 классов школы.
После начала Великой Отечественной войны вызвался добровольцем на фронт, но ему было отказано по возрасту. Однако он добился своего, в августе 1941 года его приняли в ряды Красной Армии, но отправили не на фронт, а в Томское артиллерийское училище.
Спустя четыре месяца обучения вместе с остальными курсантами был отправлен под Москву, однако в обороне Москвы ему не довелось участвовать. Сразу же он был отправлен дальше, в Краснодар, где был зачислен в наводчики 50-мм ротного миномёта.
Сражался на Крымском фронте, принимал участие в Керченско-Феодосийской десантной операции, в которой после уничтожения миномёта успел пострелять из трофейного орудия, послужить в разведке и наводчиком 82-мм миномёта. 22 марта 1942 года, в собственный день рождения, был тяжело ранен и контужен.
Лечился в госпитале, находившемся в Ессентуках, откуда в конце лета 1942 года был направлен в 36-й гвардейский стрелковый полк 14-й гвардейской стрелковой дивизии, где стал служить наводчиком 45-мм противотанкового орудия. Сражался под Сталинградом, в ходе боёв расчёт его орудия 5 раз полностью сменился, однако Борисов ни разу не пострадал. При отступлении несколько раз оказывался за линией фронта, однако всегда сохранял вверенную ему панораму от орудия и всегда выходил в свою часть.
В начале 1943 года при передислокации Михаил Борисов был тяжело простужен и с высокой температурой. Уснул на ходу, отстал от своей части, потерял ориентацию и задремал прямо на дороге. Его подобрал автомобиль 58-й механизированной бригады. Позднее Борисов узнал, что расчёт его орудия погиб на следующее утро при авианалёте противника. Был зачислен наводчиком орудия ЗИС-3 в отдельный истребительно-противотанковый артиллерийский дивизион.
11 февраля 1943 года в районе города Дебальцево орудийный расчёт 76-миллиметрового орудия, в котором служил наводчиком сержант М. Ф. Борисов, при отражении вражеской атаки уничтожил пулемёт противника, бронемашину и до 140 человек живой силы. За этот бой Борисов был представлен к ордену Красного Знамени, однако по неизвестным причинам утверждено представление не было.
Принимал участие в сражениях за Харьков. 22 марта 1943 года был контужен.
В должности комсорга артиллерийского дивизиона 58-й мотострелковой бригады 2-го танкового корпуса (Воронежский фронт) Борисов участвовал в Курской битве. 11 июля 1943 года в районе села Прохоровка (Белгородская область) одна из батарей дивизиона была атакована 19 танками противника. Это оказались «Тигры», которых пришлось подпустить на близкое расстояние для гарантированного поражения.
Первым же залпом батарея подожгла 2 танка, однако ответным огнём она была уничтожена, но Борисов опять остался единственным выжившим из 28 человек, тогда он сам встал к орудию и прямой наводкой подбил 7 танков. Сам он оценивал количество лично подбитых танков в том бою как 8, а точнее — семь с половиной — восьмой танк был только выстрелом в упор остановлен, срикошетившим от его переднего бронелиста снарядом (подбит наполовину), поэтому Борисов засчитал его себе, как половину танка.
Эта «половинка» выстрелила и уничтожила орудие Борисова, в результате чего он был ранен («…и эта половинка меня добила» — вспоминал Михаил Фёдорович).
Указом Президиума Верховного Совета СССР от 10 января 1944 года за мужество и героизм, проявленные в боях, гвардии старшему сержанту Борисову Михаилу Фёдоровичу присвоено звание Героя Советского Союза с вручением ордена Ленина и медали «Золотая Звезда» (№ 2358).
С 1 сентября 1944 года отправлен на фронтовые курсы младших лейтенантов. 23 февраля 1945 получил звание младший лейтенант. После нескольких рапортов вновь отправлен на фронт. 22 марта 1945 года был ранен в районе челюсти, но, зная о предстоящем наступлении на Берлин, чуть подлечившись, вернулся из госпиталя в часть. Однако вскоре вновь был ранен, уже в ногу, но в госпиталь не пошёл. После перевязки командовал взводом управления батареи на костылях.

Могила Борисова на Троекуровском кладбище

После войны продолжал службу в армии. С 1946 года — в запасе.
В 1948 году окончил Новосибирскую юридическую школу. Работал помощником прокурора и следователем, был депутатом городского Совета народных депутатов Новосибирска.
С 1952 года служил в органах госбезопасности. В 1954 году окончил Алма-Атинский юридический институт, в 1960 году — Кузнецкий горный техникум. С 1968 года служил в милиции. Работал в журнале внутренних войск МВД СССР «На боевом посту» и в Академии МВД. Публиковался в газете «Кузнецкий рабочий».
В 1981 году М. Ф. Борисов вышел в отставку в звании полковника. Занимался литературной деятельностью. Писал стихи, выпустил более 30 поэтических сборников. Член Союза писателей СССР с 1976 года. Был членом правления Московского клуба Героев Советского Союза, Героев России и полных кавалеров ордена Славы.
Жил в городе-герое Москве. Умер 9 марта 2010 года. Похоронен на Троекуровском кладбище в Москве.

## Творчество
Михаил Борисов — автор 25 поэтических сборников, в том числе:
- 1969 — «Тревожное эхо»,
- 1974 — «Дорога к звёздам»,
- 1982 — «Эхо на рассвете»,
- 1983 — «Земные высоты»,
- 1984 — «Огни на высотах»,
- 1985 — «Край мой отчий»,
- 1985 — «На линии огня»,
- 1988 — «Цвет огня»,
- 1989 — «Колокол памяти»,
- 1994 — «Берёзовому кланяюсь листу»,
- 1995 — «Река времени»,
- 1995 — «Последний тайм»,
- 1996 — «Судьба моя»,
- 1998 — «Отпусти меня, боль»,
- 2000 — «Избранное»,
- 2001 — «Место в строю»,
- 2003 — «Спи вполглаза, Земля».

Являлся лауреатом 4 литературных премий:
- 1980 — им. А. Фадеева (1980),
- 1990 — им. Н. Скоморохова,
- 2000 — им. К. Симонова,
- 2002 — «Прохоровское поле».

## Награды и звания
- Герой Советского Союза (10.01.1944)
- Орден Ленина (10.1.1944)
- Орден Отечественной войны I степени (11.3.1985)
- Два ордена Красной Звезды (12.11.1943; 29.4.1945)
- Орден «За службу Родине в Вооружённых Силах СССР» III степени (30.4.1975)
- Орден «За заслуги перед Отечеством» IV степени (18.10.2004)
- Медали
- Полковник внутренней службы (1977)
- Заслуженный работник МВД СССР
- Почётный сотрудник МВД России

## Память
- Мемориальная доска установлена в Москве на доме, в котором жил Герой (проспект Будённого, д.17).

- Бюст в Музее-диораме «Огненная дуга» (Белгород).
- Аннотационная доска в городе Камень-на-Оби.
- Имя Героя носит Центральная городская библиотека в городе Камень-на-Оби, а также гимназия в посёлке Прохоровка, возле которой установлен бюст М.Ф.Борисова.
- На территории музея-заповедника «Прохоровское поле» установлена скульптурная композиция, увековечивающая подвиг Героя Советского Союза Михаила Фёдоровича Борисова.
- Лауреат премии «Прохоровское поле».
- Высадил липу на Аллее Героев в Кемерово.
- В Марьина Горка (Беларусь). Мемориал в честь 8-й Гвардейской Краснознаменной танковой дивизии. Один из памятных знаков посвящён Герою.

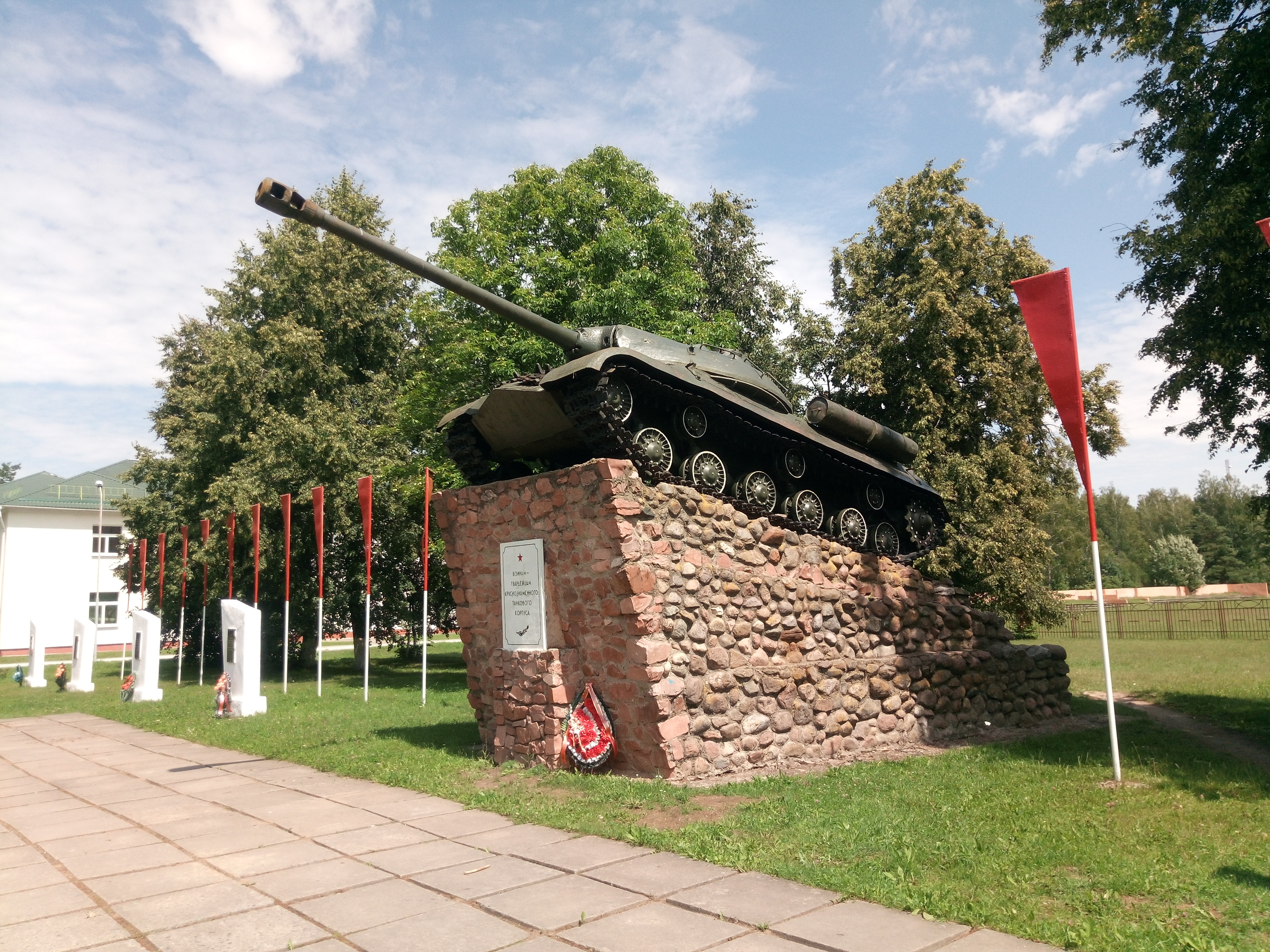
Марьина Горка. Памятник воинам-гвардейцам Краснознамённого танкового корпуса.
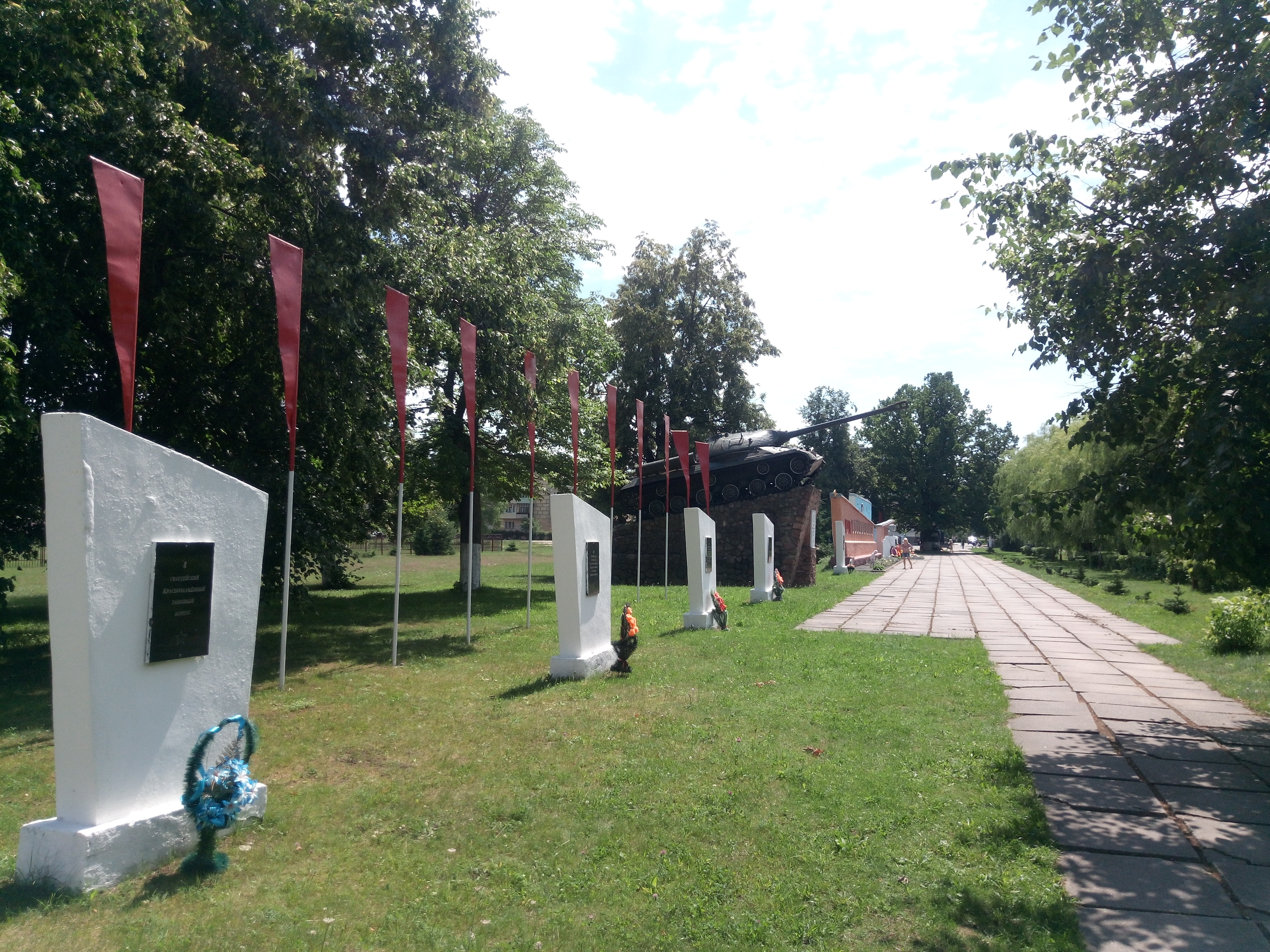
Марьина Горка. Мемориал 8-й танковой дивизии.
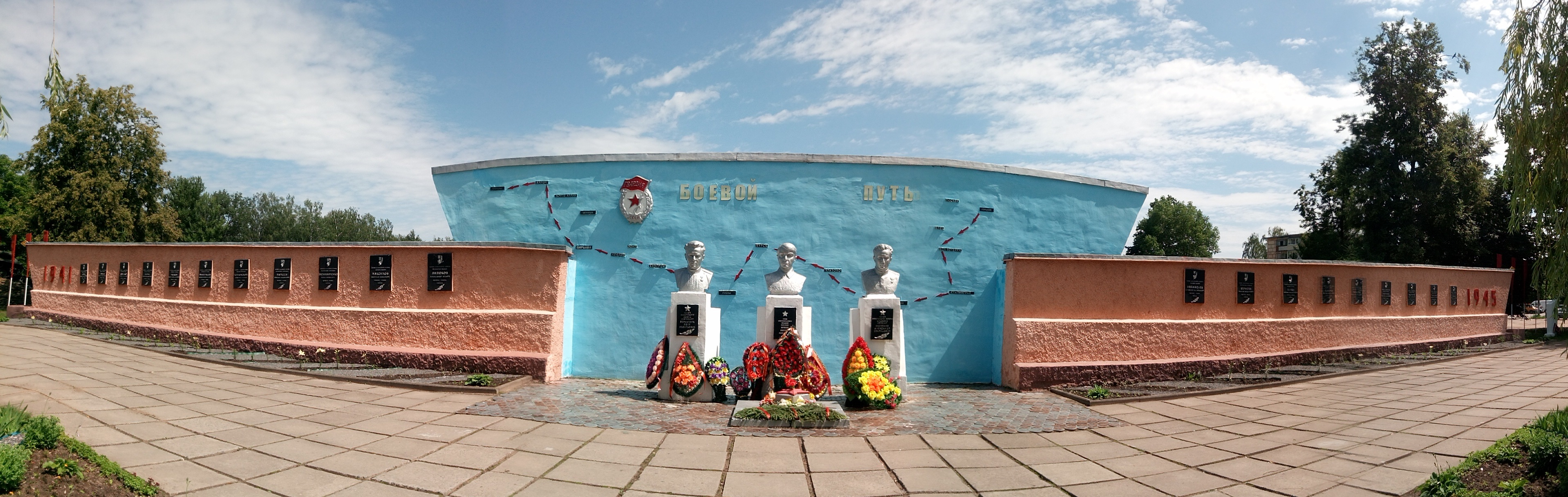
Марьина Горка. Мемориал 8-й танковой дивизии.
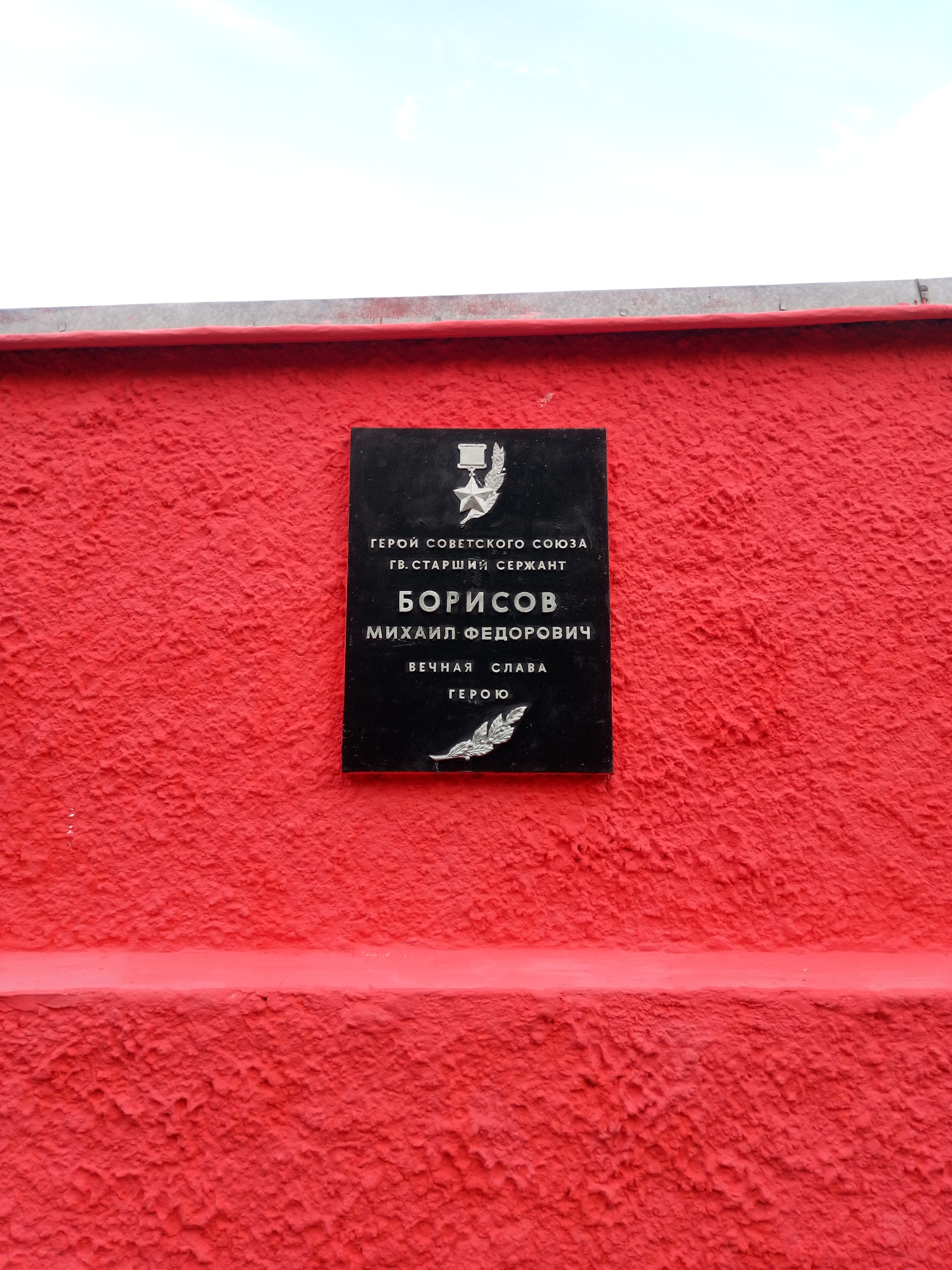
Марьина Горка. Мемориал 8-й танковой дивизии. Памятная доска.